# Vlag van Koog aan de Zaan

Vlag van Koog aan de Zaan

De vlag van Koog aan de Zaan werd in 2024 door het Nederlandse dorp Koog aan de Zaan in gebruik genomen.
Koog aan de Zaan heeft als gemeente of dorp nooit een eigen vlag gehad. In 2021 en 2022 heeft de gemeente Zaanstad verzoeken gekregen van bewoners voor een eigen dorpsvlag, vaak worden de oude gemeentevlaggen en dorpsvlaggen bij feestelijke gelegenheden gebruikt in de plaatsen die de Zaanstad vormen. Naar aanleiding van het 50-jarig bestaan van de gemeente Zaanstad in 2024 is een dorpsvlag vastgesteld, gekozen uit twee ingestuurde ontwerpen. Het gekozen ontwerp is van de 14-jarige Ruben Bakker, een leerling van het Zaanlands Lyceum en werd feestelijk onthuld tijdens de aftrap van het jubileumjaar.

Wapen van Koog aan de Zaan

Abbekerk
· Assendelft
· Bergen
· Bovenkarspel
· Buitenveldert
· Bussum
· De Rijp
· Driemond
· Groet
· Grootschermer
· Graft
· Hauwert
· Huisduinen
· Julianadorp
· Koog aan de Zaan
· Krommenie
· Krommeniedijk
· Lambertschaag
· Marken
· Middelie
· Muiden
· Muiderberg
· Naarden
· Nauerna
· Nibbixwoud
· Nieuw-Vennep
· Omval
· Opperdoes
· Rijsenhout
· Sijbekarspel
· Sint Pancras
· Sloten
· Spaarndam
· Vogelenzang
· Weesp
· Wijk aan Zee
· Wormerveer
· Zaandijk
· Zwaagdijk-West